# Porcelana de Paros
La loza o porcelana de Paros o Pharos es una pasta cerámica que simula el mármol y en cierta manera lo sustituye.
Fue inventada por Thomas Battam y desarrollada por Copeland & Garrett en 1842 con el nombre de porcelana estatuaria o pharia (statuary or parian porcelain), en alusión al famoso mármol griego de la isla de Pharos). Se caracteriza por su ductilidad para el acabado fino, que la hace perfecta para modelar. Puede ser pigmentada o no, y eso hace innecesario que se trate la obra después de acabadada.
- Datos: Q16621003